# 류훙 (육상 선수)
류훙(중국어 간체자: 刘虹, 정체자: 劉虹, 병음: Liú Hóng, 한자음: 양가옥, 1987년 5월 12일~)은 중화인민공화국의 육상 선수로 주 종목은 경보이다. 올림픽에 5회 참가하여 2016년 하계 올림픽에서 여자 20km 경보 금메달, 2012년 하계 올림픽 여자 20km 경보 부문 은메달, 2020년 하계 올림픽 여자 20km 경보 부문 동메달을 획득했으며, 세계 선수권 대회에서 여자 20km 경보 부문 금메달 4개, 은메달 1개를 획득했다.
현재 여자 50km 경보 세계 기록을 보유하고 있다.